# Quatermass Conclusion - La Terra esplode
Quatermass Conclusion - La Terra esplode (Quatermass) è una miniserie televisiva britannica di fantascienza in quattro episodi da 60' ciascuno diretta da Piers Haggard, trasmessa dalla ITV nell'autunno del 1979. 
È il seguito di Quatermass and the Pit e il quarto e ultimo capitolo della saga che ha come protagonista lo scienziato Professor Bernard Quatermass, ideato dallo sceneggiatore Nigel Kneale e qui interpretato da John Mills. Della miniserie è stato realizzato un condensato cinematografico lo stesso anno, dal titolo The Quatermass Conclusion.

## Trama
In un prossimo futuro una buona parte dei giovani è attratta da un culto religioso, il "Planet People", che li convince a radunarsi presso antichi siti archeologici quali Stonehenge, con la convinzione che da lì sarà trasportata su di un altro pianeta dove potrà vivere una vita migliore.
Il Professor Quatermass arriva a Londra per far visita alla sua giovane nipote, Hettie Carlson. Qui è testimone della distruzione di due veicoli spaziali e della sparizione di un gruppo di seguaci del Planet People presso un cerchio di pietre, da parte di una forza sconosciuta. 
Quatermass si mette ad investigare sulla faccenda, convinto che la nipote sia in serio pericolo, scoprendo che i seguaci del Planet People, anziché venire trasportati, vengono sterminati. Il professor Quatermass si risolve così a trovare un modo per fermare gli alieni dall'uccidere altre persone.

## Produzione
Quatermass conclusion: la Terra esplode venne originalmente concepito per la BBC, ma dopo che l'emittente britannica perse interesse nel progetto, nell'ottica di ridurre i costi, la produzione della serie venne fermata. Il copione venne così acquisito dalla Euston Films e a Kneale, che non lavorava per la televisione indipendente, venne commissionato di riscrivere il copione in due versioni: una miniserie televisiva in quattro puntate e un film da 100 minuti, The Quatermass Conclusion, che sarebbe stato distribuito al cinema.
Il personaggio del professor Quatermass venne creato dallo scrittore mannita Nigel Kneale nel 1953 per la miniserie televisiva The Quatermass Experiment. Il successo della produzione, portò a realizzare due seguiti, Quatermass II e Quatermass and the Pit Queste tre serie della saga di Quatermassn sono considerati a tutt'oggi come produzioni televisive seminali degli anni cinquanta. Kneale, comunque, si discostò dalla BBC e nei tardi anni cinquanta divenne uno scrittore freelance, realizzando copioni per la Hammer Films e la Associated Television.
L'idea di riportare in televisione il personaggio del professor Quatermass per una quarta avventura, si deve alla produttrice Irene Shubik che, nel 1965, chiese a Kneale di scrivere una nuova storia per la prima stagione della sua serie antologica di fantascienza, Out of the Unknown. Di questo progetto non se ne fece nulla, ma la prospettiva di una nuova apparizione televisiva del personaggio di Quatermass risuscitò in seguito al successo del film L'astronave degli esseri perduti, quando la Hammer annunciò di essere in trattativa con Kneale per un nuovo episodio della saga. Neanche questo progetto andò oltre le iniziali trattative. Nel frattempo Kneale venne persuaso a tornare a lavorare per la BBC, scrivendo alcune sceneggiature quali: The Year of the Sex Olympics (1968), Wine of India (1970) e The Stone Tape (1972). A seguito del completamente di The Stone Tape, il 21 novembre 1972 il capo delle serie televisive della BBC, Ronnie Marsh, commissionò a Kneale una nuova serie di Quatermass in quattro puntate.
La serie è influenzata dalla situazione sociale e politica dei primi anni settanta e dal movimento hippie dei tardi anni sessanta. 